# 马克耶夫卡军事基地袭击
马克耶夫卡军事基地袭击指的是乌克兰陆军利用M142高机动性多管火箭系统（海馬斯）于2022年12月31日至2023年1月1日夜间对顿涅茨克州马克耶夫卡第十九职业学校的大楼发动的一次导弹袭击。此次袭击造成该学校及其附近的军事设备被毁。乌克兰官方称此次袭击共造成400名俄罗斯士兵死亡，而俄罗斯方面则统计称有89名士兵遇难。

## 袭击过程
有信息显示，大批来自萨拉托夫州的俄罗斯动员兵聚集在位于马科耶夫卡克雷姆利夫斯卡大街48号的第十九职业学校的大楼内，并在该楼的地下室里存放了弹药。乌克兰军队先后于2022年12月31日23时57分、23时59分和2023年1月1日0时0分利用M142高机动性多管火箭系统分别进行了三次袭击，并引爆了这些存放在地下室的俄军弹药。
亲俄罗斯的Telegram频道报道称，此次袭击共造成数百名动员兵死亡；俄罗斯军事记者对此评论称，本就不应该在这种不安全的建筑物中部署如此多的士兵。

## 伤亡情况
乌克兰军队和一部分亲俄Telegram频道援引受袭击地区居民传言称，此次袭击共造成400至500人死亡、300人受伤。然而，乌克兰武装部队总参谋部并未在其每日更新的俄军损失中提及此次袭击的伤亡情况。一位不愿透露姓名的俄方于顿涅茨克州领导层安插的人员的亲信人士向路透社证实称此次袭击“造成数十人死亡”，并称死亡人数高于100的报道有夸大之嫌。俄罗斯官方随后确认称，此次袭击共造成89名士兵死亡。俄罗斯武装力量军事政治总局第一副局长表示，马克耶夫卡军人死亡的主要原因是使用手机并被乌军定位。

## 延伸阅读
- 2022年俄罗斯入侵乌克兰时间轴 (2022年12月至2023年1月)